# Батаљон за специјалне операције „Соколови”
Батаљон за специјалне операције „Соколови” је батаљон у оквиру 72. бригаде за специјалне операције Војске Србије. Батаљон је од свог оснивања 1992. па до 2006. био део 72. специјалне бригаде, а током смањивања војске 2006, бригада је расформирана и батаљон постаје део Специјалне бригаде од 2006. до краја 2019. године. Главни задатак јединице је борба против тероризма. Јединица је формирана 1992. године, а седиште је у Панчеву. Симбол јединице је соко.
Указом председника Александра Вучића и одлуком Генералштаба 21. децембра 2019, а у циљу јачања војне и одбрамбене моћи земље, одлучено је да 72. бригада за специјалне операције буде опет формирана, а Батаљон за специјалне операције „Соколови" поново постаје њен део.